# Anna-Lisa Björling
Anna-Lisa Björling,  som ogift Anna-Lisa Berg och senare som omgift Anna-Lisa Björling Barkman, född 15 mars 1910 i Stockholm, död 24 november 2006 i Stockholm, var en svensk sångare och skådespelare. Hon var från 1935 gift med operasångaren Jussi Björling till dennes död 1960. Hon var senare omgift med affärsmannen Ulf Barkman.

## Biografi
Före sitt äktenskap utbildade hon sig till operasångare vid Musikaliska akademien. Under denna tid gjorde hon även några småroller i svenska filmer och blev utsedd till Stockholms Lucia 1933. Äktenskapet med Jussi Björling gjorde att hon avbröt karriären men återupptog den när deras barn blivit äldre. Hon debuterade på Stockholmsoperan 1948, där hon framträdde på 1950- och 1960-talen. Hon uppträdde även vid flera tillfällen tillsammans med sin man. Hon var sopran.
Anna-Lisa Björling gav 1987 ut minnesboken Mitt liv med Jussi och står tillsammans med musikologen Andrew Farkas som författare av den större engelskspråkiga biografin Jussi 1996.
År 1970 gav Anna-Lisa Björling Stiftelsen Kungliga Teaterns Solister i uppdrag att till minne av sin man Jussi Björling förvalta en minnesfond och tilldela sångstipendier till sångsolister vid Kungliga Teatern, Jussi Björlingstipendiet. Hon är begravd på Norra begravningsplatsen utanför Stockholm.

## Filmografi (urval)
Under namnet Anna-Lisa Berg:
- 1931 – Skepp ohoj!
- 1931 – Falska miljonären
- 1932 – Hans livs match
- 1932 – Svarta rosor
- 1932 – Landskamp